# گمینا چرنگیوو
گمینا چرنگیوو (به لهستانی:  Gmina Czerniejewo) یک گمینا در لهستان است که در شهرستان گنگزنو واقع شده‌است. گمینا چرنگیوو ۱۱۲٫۰۱ کیلومتر مربع مساحت و ۶٬۹۱۳ نفر جمعیت دارد.